# Edmar Mednis
Edmar John Mednis (Riga, 22 marzo 1937 – New York, 13 febbraio 2022) è stato uno scacchista e scrittore statunitense di origine lettone.
Si trasferì con la famiglia negli Stati Uniti nel 1950, all'età di 13 anni.
Ha ottenuto il titolo di Maestro internazionale nel 1974 e di Grande maestro nel 1980.

## Carriera
Il suo miglior risultato è considerato il secondo posto, dietro a Boris Spassky, nel campionato del mondo juniores ad Anversa nel 1955. Nel 1962 è stato il primo a vincere una partita contro Bobby Fischer in un campionato statunitense.
Tra i migliori risultati di torneo il terzo posto a Houston nel 1974 e a New York nel 1980, pari primo a Porto Rico nel 1984. Ha partecipato all'Interzonale del 1979 a Riga, la sua città natale.

## Pubblicazioni
Edmar Mednis è noto soprattutto come autore di molti libri di scacchi, tra i quali:
- How to Beat Bobby Fischer (1974, II ed. Dover, 1998)
- How Karpov Wins (1975)
- Practical Endgame Lessons (1978)
- Practical Rook Endings (1982)
- From the Opening into the Endgame (1983)
- Dall'apertura al finale, traduzione di Mauro Barletta, Mursia, 1991  [1983], ISBN 8842509930.
- Il Re è un pezzo forte, Prisma, 2003  [1986], ISBN 9788872640821.
- Dal mediogioco al finale, traduzione di Mauro Barletta, Mursia, 1991  [1987], ISBN 9788842509943.
- Questions and Answers on Practical Endgame Play, Mursia, 1987, ISBN 978-0931462696.
- Practical Bishop Endings (1990)
- Strategic Themes in Endgames (1991)
- Rate Your Endgame, con Colin Crouch (1992)
- Strategic Chess: Mastering the Closed Game (1993)
- Advanced Endgame Strategies (1996)
- Practical Endgame Tips (1998)
- The King in the Endgame (1997)